# Коарон
Коарон (фр. Coyron) насеље је и општина у источној Француској у региону Франш-Конте, у департману Јура која припада префектури Сен Клод.
По подацима из 2011. године у општини је живело 75 становника, а густина насељености је износила 13,56 становника/km². Општина се простире на површини од 5,53 km². Налази се на средњој надморској висини од 534 метара (максималној 555 m, а минималној 423 m).

## Демографија
| 1962. | 1968. | 1975. | 1982. | 1990. | 1999. | 2011. |
| ----- | ----- | ----- | ----- | ----- | ----- | ----- |
| 12    | 17    | 21    | 45    | 52    | 58    | 75    |

График промене броја становника у току последњих година